# James Drax
Le colonel Sir James Drax est considéré comme le pionnier de l'histoire de la culture des plantes sucrières dans les îles britanniques de la Caraïbe.

## Biographie
Planteur depuis 1642 et le plus riche de l'île dans les années 1650, il s'est fait construire, avec son frère William Drax, une somptueuse demeure, qui existe toujours et est considérée comme l'une des « sept merveilles » de l'histoire de la Barbade, même si elle ne se visite pas. Les historiens parlent de « la plus vieille demeure jacobite » des Antilles, car James Drax était un proche de la dynastie britannique des Stuart, comme la plupart des planteurs de sucre de la Barbade. Le colonel Drax est cité dans les récits de Richard Ligon sur la Barbade.
Il en est chassé en 1654 par le nouveau gouverneur de la Barbade, Daniel Searl, bras droit de l'amiral Georges Ayscue qui encercle l'île pour le compte de Cromwell. Il recrééra, quelques années après la restauration de la monarchie britannique dans les années 1660, un Drax Hall en Jamaïque. En 1661, le roi d'Angleterre le fait baronnet de la Barbade.
Sir Drax, n'était pas le seul pionnier du sucre, à cette époque. Il y avait aussi colonel William Hilliard, qui avait des contacts avec la colonie de Pernambouc et dès 1639 James Holdip. Ou encore Sir Thomas Modyford, Sir Peter Leare, et Sir John Yeamans et Sir John Colleton.
Plus tard, ce sera le colonel Codrington, qui amènera la canne à sucre en 1674 à Antigua.